# Crystal Tools
Crystal Tools — игровой движок, разработанный компанией Square Enix для внутреннего использования. Первоначальное название движка — «White Engine» — было изменено на текущее в ходе разработки Final Fantasy XIII и Final Fantasy XV. Изначально «Crystal Tools» был ориентирован на игровую приставку PlayStation 2, однако потом он был переориентирован на PlayStation 3. Тэцуя Номура, известный сотрудник Square Enix, сообщил, что «переход с PS2 на PS3 намного тяжелее, чем с PS1 на PS2; намного больше барьеров, которые надо преодолеть».
Главной особенностью движка является высокое качество выводимой в реальном времени графики. «Crystal Tools» позволяет сделать бесшовный переход от игровых кат-сцен до кинематографических вставок, содержит полнофункциональные физический и звуковой движки.

## Список игр на движке Crystal Tools
- Final Fantasy XIII[1] — PlayStation 3, Xbox 360, Windows
- Final Fantasy XIV[2] — Windows
- Final Fantasy XIII-2[3] — PlayStation 3, Xbox 360, Windows
- Dragon Quest X[4] — Nintendo Switch, PlayStation 4, Wii, Wii U, Windows
- Lightning Returns: Final Fantasy XIII[5] — PlayStation 3, Xbox 360, Windows